# Prąd Gujański
Prąd Gujański – ciepły prąd morski, płynący wzdłuż północno-wschodniego wybrzeża Ameryki Południowej. Na wodach Morza Karaibskiego łączy się z fragmentem Prądu Północnorównikowego. Prąd ten ma od 26 do 28 °C, płynie z prędkością 1–4 km/h i osiąga przepływ 7 m³/s.